# Statues
Statues är musikduon Molokos fjärde och sista studioalbum, utgivet 8 oktober 2003. Singeln "Familiar Feeling" blev en mindre hit.

## Låtlista
1. "Familiar Feeling"
2. "Come On"
3. "Cannot Contain This"
4. "Statues"
5. "Forever More"
6. "Blow X Blow"
7. "100%"
8. "The Only Ones"
9. "I Want You"
10. "Over & Over"
11. "Familiar Feeling" (Timo Maas Main Mix) (bonusspår på den japanska utgåvan)
12. "Familiar Feeling" (Martin Buttrich Remix) (bonusspår på den japanska utgåvan)